# Obestämd form (matematik)
Obestämd form är inom analysen ett begrepp för när ett algebraiskt uttryck genom substitution antar en form som inte går att beräkna. Det finns flera olika former som uppstår och de vanligaste varianterna är följande:
{\displaystyle {\frac {0}{0}},~{\frac {\infty }{\infty }},~0\times \infty ,~1^{\infty },~\infty -\infty ,~0^{0}{\text{ och }}\infty ^{0}.}